# ZZ en de Maskers
ZZ en de Maskers (ЗЗ ен де Маскерс) — нидерландская нидербит-группа из Амстердама, выступавшая в шестидесятых годах XX века. Боб Баубер, настоящее имя которого Борис Блом (Boris Blom), был солистом и основателем. Отличительной особенностью выступлений стали маски Зорро, которые носили участники группы. Группа считается одним из пионеров нидерландской поп-культуры.

## История
Группа была образована в конце 1962 года, когда на призыв Баубера откликнулись музыканты из различных голландских групп. Братья де Хонт пришли из The Apron Strings, де Грот играл в Los Sylvains, а Оттинг — в The Heraldstoen. Так как в группе уже был Ян (Ян де Хонт), Ян Оттинг начал использовать другое имя: Адор Оттинг (Ador Otting).
Баубер, он же ZZ, придумал концепцию ZZ en de Maskers (ZZ и маски), согласно которой сначала все участники группы, а затем только инструменталисты выступали в масках Зорро.
Изначально группа играла песни на голландском языке, стали хитами: «Dracula», «Ik heb genoeg van jou» и «Trek het je niet aan». Также были записаны инструментальные композиции, из них «La Comparsa» является самой известной. Ян де Хонт исполнял сольные партии на гитаре. Кроме того, вдохновленные британской бит-музыкой, музыканты записывали песни и на английском языке, такие как: «Sloppin 'in Las Vegas» и кавер «Cheat, cheat, cheat». Позднее группа сосредоточилась преимущественно на ритм-энд-блюзе.
Летом 1964 года ZZ en de Masks, в течение трёх месяцев, успешно выступали в Palais de Danse в Схевенингене. В 1965 году был выпущен сингл при участии Чабби Чекера: «Stoppin 'in Las Vegas» и адаптированная версия «Sloppin' in Las Vegas».
Затем группа уехала в Великобританию. После нескольких концертов в Лондоне, следующие три недели концерты игрались в сети клубов Workingmen’s Clubs около Манчестера. Однако английские поклонники бит-музыки не очень-то обрадовались стилю ZZ en de Maskers, который несколько устарел, по английским понятиям. Выступление для Granada Television также получило мало откликов. Выступления, в целом, были встречены с одобрением, но об таком успехе, какой был в Нидерландах, не могло быть и речи. Всё это не пошло на пользу общей атмосфере в группе и без того напряженной из-за растущих разногласий между Яном де Хонтом и Бобом Баубером.
После возвращения в Нидерланды, группа получила голландскую музыкальную награду Edison Award в категории Nederlands Teenage. Edisons 1965
Баубер покинул группу во время уже запланированного второго летнего выступления (1965) в Palais de Danse в Схевенингене. В 1966 году ZZ en de Maskers снова собрались в здании Congresgebouw в Гааге, чтобы выступить с песней «Ik heb genoeg van jou» на церемонии вручения музыкальной награды Edison.

## Продолжение как De Maskers

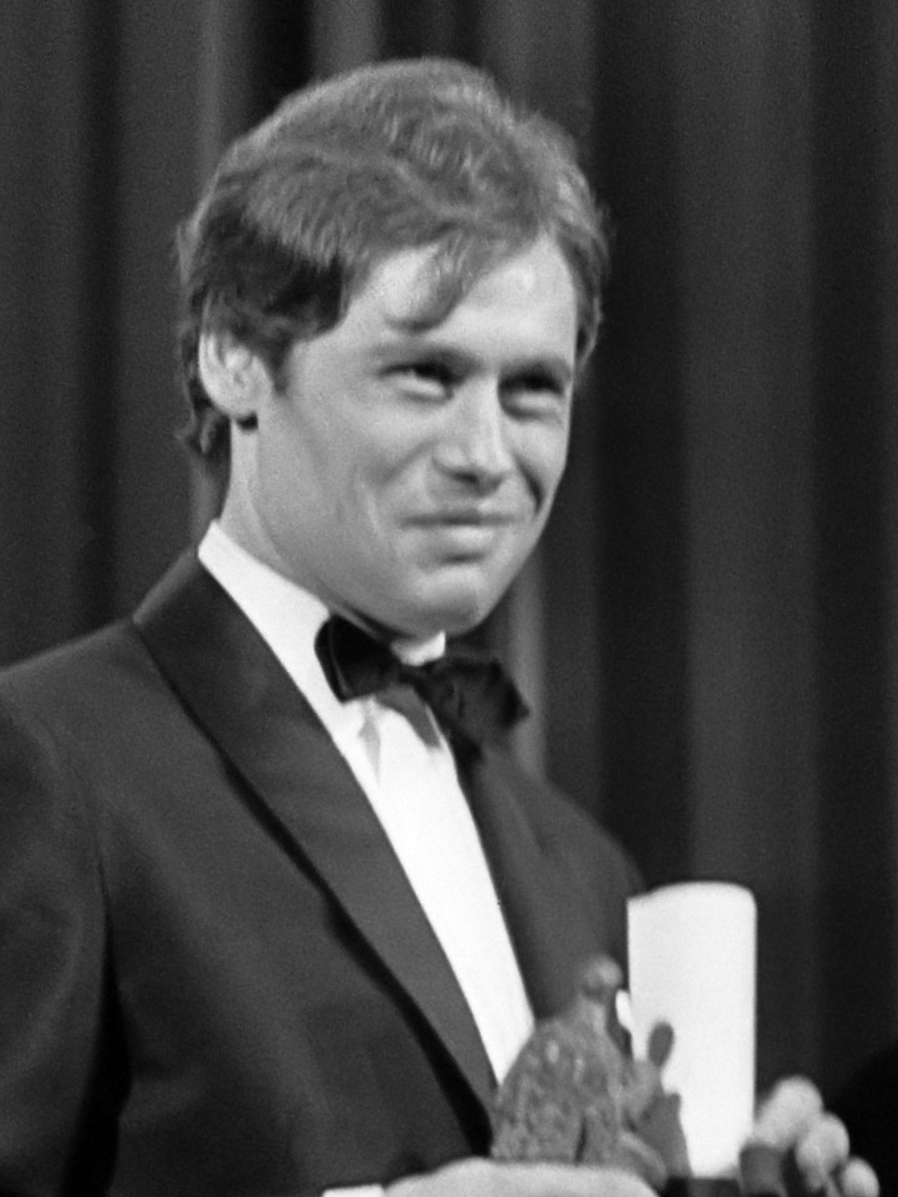
Баубер в 1965 году

После распада, было решено, что группа продолжит работу под названием De Maskers без Баубера. У них был некоторый успех с синглами, такими как «Brand New Cadillac» и «Three’s a Crowd». В 1968 году успех пошёл на убыль и, в качестве вокалиста, был приглашён Джонни Кендалл. В конце шестидесятых коллектив покинул и Ян де Хонт. В течение последующих нескольких лет группа выступала в ночном клубе.
Яап де Грот начал сольную карьеру под именем Mike Rondell, а затем стал радиоведущим в NCRV (христианская радиостанция в Нидерландах), в то время как Оттинг и Яап де Грот ушли в их проект Pandemonium и, в 1977 году, их сингл «1941» стал хитом. Баубер продолжил карьеру сольного исполнителя, импресарио и актёра.
Скромное возвращение последовало в 1980-х. De Maskers играли по инициативе Яна де Хонта и Адора Оттинга на различных фестивалях шестидесятников, в концертах принимали участие не все участники группы. В 1986 году был записан альбом You Only Live Twice и выпущен сингл «Dreamlover». Возвращение не имело оглушительного успеха. Группа также выступала в период между 2000 и 2004 годами в составе с братьями де Хонт и Яапом де Гроот. Адор Оттинг скончался в 1997 году.

## Факты
Согласно Muziekencyclopedie van Beeld en Geluid (Голландская музыкальная энциклопедия), ZZ en de Maskers были пионерами голландской поп-культуры. Они ввели моду на длинные волосы и первыми начали работать со световым шоу. Также, Ян де Хонт впервые применил в Нидерландах акустическую обратную связь.
Крупнейшая ежедневная нидерландская газета De Telegraaf писала в своем номере от 1 февраля 1964 года:
«Нидерланды на пути к получению собственных Beatles. ZZ en de Maskers могли играть в предварительной программе концерта Трини Лопес в Concertgebouw. Но дирекция концертного зала отказала им потому что „на прошлом концерте слишком многие зрительницы впадали в экстаз“».

## Состав
Состав в 1960-е годы:
- Bob Bouber, псевдоним: ZZ — вокал
- Alewijn Dekker — ударные
- Jaap de Groot — гитара
- Hans de Hont — бас-гитара
- Jan de Hont — гитара
- Jan Otting, псевдоним: Ador Otting — клавишные

Прочие:
- Frans Hendriks — ударные
- Erik Mooijman — гитара
- Hennie Haagsma — ударные
- Frans Smit — ударные
- Pierre van der Linden[нидерл.] — ударные
- Henny Van Pinksteren — ударные

## Дискография

### Альбомы
2015 — The Golden Years of Dutch Pop Music (Сборник, № 87 в Dutch Album TOP 100)

### Синглы
1964 — «Ik heb genoeg van jou»

1965 — «Stoppin' in Las Vegas» (совместно с Чабби Чекер) 

1965 — «Goldfinger»

1965 — «Brand New Cadillac» (№ 18 в Nederlandse Top 40) 

1965 — «Baby Baby Balla Balla» (совместно с Чабби Чекер, № 18 в Nederlandse Top 40)

1966 — «Three’s a Crowd»

1966 — «Come on Boy Join the Army»